# Иткла (река)
Иткла — река в Вологодской области России.
Протекает по территории Кирилловского района. Вытекает из Иткольского озера, впадает в Благовещенское озеро — исток реки Порозовицы. Длина реки составляет 64 км.

## Данные водного реестра
По данным государственного водного реестра России относится к Двинско-Печорскому бассейновому округу, водохозяйственный участок реки — озеро Кубенское и реки Сухона от истока до Кубенского гидроузла, речной подбассейн реки — Сухона. Речной бассейн реки — Северная Двина.
Код объекта в государственном водном реестре — 03020100112103000005108.